# Старе Янашево
Старое Яна́шево (рос. Старое Янашево, чув. Таяпа Энтри) — присілок у складі Яльчицького району Чувашії, Росія. Входить до складу Малотаябинського сільського поселення.
Населення — 653 особи (2010; 824 у 2002).
Національний склад:
- чуваші — 99 %